# آهای، تاکسی!
آهای، تاکسی! (انگلیسی: Hey, Taxi!) یک فیلم کمدی صامت کوتاه آمریکایی است، که در سال ۱۹۲۵ منتشر شد. از بازیگران این فیلم می‌توان به اولیور هاردی و بابی ری اشاره کرد.